# Quimbanda
Kimbanda ou Quimbanda é um conceito religioso afro-brasileiro com raízes na mitologia Bantu, ainda controverso quanto a sua real definição na atualidade. Por vezes, é classificada como uma religião autônoma, e por vezes como uma Linha de Trabalho (Linha de Esquerda) da Umbanda e do Candomblé, ou seja, uma modalidade de atuação e conhecimento do mundo astral e espiritual onde Umbandistas têm a possibilidade de fazer o uso da magia e feitiços para atingir os objetivos, seja práticos, seja objetivos de evolução espiritual pregados pelo culto ao exú e pombagira.
Suas entidades, conhecidas como "Povo da Rua", dividem-se entre Exus (masculinos) e Pombagiras (femininas), os ambos mensageiros e guardiões, que vibram nas matas, cemitérios, encruzilhadas, etc

## Etimologia
O nome vêm da palavra de língua Quimbundu (ou Mbundu) Kimbanda, que significa "curador" ou "xamã", também se refere a "aquele que se comunica com o além".

## Descrição
A Quimbanda trabalha diretamente com os Exus e com as Pambu ia-njila (Pombajiras), de uma forma não trabalhada na linha direita da Umbanda, pois esta trata do culto a Orixás. De acordo com a cosmologia Umbandista, Exus e Pombajiras manipulam tanto forças negativas quanto positivas - o que não significa que sejam malignas: as raízes da cosmovisão da Kimbanda não adota a divisão maniqueísta entre bem e mal. Os Exus e Pombajiras de Quimbanda diferenciam-se de (e atuam contra) as Kiumbas, que são espíritos obsessores que mantêm-se presos à terra por atrasos em sua evolução, e que por vezes podem mesmo se manifestar fantasiados de falsos Exus e Pombajiras. Os Exus e Pombajiras trabalham basicamente para o desenvolvimento espiritual das pessoas, com o intuito de evolução espiritual, além de proteção de seu médium. Como são as entidades mais próximas à faixa vibratória dos encarnados, apresentam muitas semelhanças com os humanos.
A entrega de oferendas é comum na Kimbanda, assim como na Umbanda, mas variam de acordo com cada entidade. Podem ser oferecidas bebidas alcoólicas, tais como cachaça (Marafo), uísque, vinho, sidra, conhaque, entre outras, além de velas, charutos e cigarros.

## História
O termo "Quimbanda" (da mesma forma que o termo "Umbanda") tem origem na língua Mbundu, e dentro do Candomblé de Angola designa, desde o período pré-colonial, um rito próprio, cujo sacerdote que o pratica é chamado de "Tata Kimbanda".
No Brasil, com o advento da Umbanda enquanto religião organizada pela tradição de Zélio, o termo "Quimbanda" passou a ser usado para descrever pejorativamente todos aqueles trabalhos espirituais que eram negados pelos preceitos desta Umbanda de corte espírita e católico, que utiliza mesmo termos como "fariseus" para se referir a Umbandistas que fazem trabalhos com Exus de Umbanda; trabalhos que, de acordo com a cosmovisão africana alheia ao maniqueísmo ocidental, não são necessariamente "malignos". Não se pode confundir a Quimbanda (culto de Exus e Pombajiras) com "Quiumbanda", que é outro nome para os Kiumbas.